# مرکز ملی ذخایر ژنتیکی و زیستی ایران
مرکز ملی ذخایر ژنتیکی و زیستی ایران با هدف گردآوری، تعیین هویت، کنترل کیفی، طبقه‌بندی، ثبت، نگهداری، تکثیر و توزیع انواع میکروارگانیسم‌ها و سلولهای قابل کشت و تجدیدپذیر اعم از باکتری، قارچ، ویروس، دانه‌ها و سلول‌های گیاهی و جانوری و DNA ژنومی و فرآورده‌های نوکلئوتیدی، در اسفندماه ۱۳۸۶ توسط جهاد دانشگاهی تأسیس گردید.

## چشم‌انداز
دستیابی به مرکزی پیشتاز در سطح ملی و بین‌المللی به منظور جمع‌آوری، ساماندهی، استانداردسازی، حفظ و بهره‌برداری از ذخایر ژنتیکی و زیستی کشور برای توسعه دانش، فناوری و افزایش کیفیت زندگی و سلامت و حفظ تنوع زیستی کشور و عرضه به جامعه جهانی

## مأموریت
- گردآوری، شناسایی، تعیین هویت، کنترل کیفی، طبقه‌بندی، ثبت، نگهداری، تکثیر، توزیع و بهره‌برداری انواع میکروارگانیسم‌هاو سلولهای قابل کشت و تجدید پذیر اعم از باکتری، قارچ، ویروس، سلولهای انسانی، جانوری و گیاهی، DNA ژنومی و فرآورده‌های نوکلئوتیدی
- ایجاد شبکه اطلاعات علمی (شبکه ملی ذخایر ژنتیکی و زیستی کشور)
- تدوین وارایه دستورالعملها واستانداردهای لازم
- آموزش و تربیت نیروی انسانی متخصص

## وظایف مرکز براساس اساسنامه
1. شناسایی، تهیه و گردآوری میکروارگانیسم‌ها و سلول‌های جانوری و انسانی و دانه‌ها و سلول‌های گیاهی، از منابع بومی و غیربومی
2. تهیه بانک DNA از منابع مختلف بومی و غیربومی
3. تهیه، کنترل و گردآوری ناقلهای نوکلئوتیدی و میزبان‌های مورد استفاده در مطالعات زیست‌فناوری
4. پشتیبانی از بانک‌های موجود در مراکز پژوهشی و دانشگاهی کشور، همچنین کنترل کیفی و تعیین هویت ذخایر آن‌ها و نگهداری نمونه‌های آن‌ها (Back *up) برای استفاده آتی همان مراکز
5. ثبت میکروارگانیسم‌ها و سلول‌های جدید که توسط افراد حقیقی یا حقوقی تهیه می‌شوند به منظور حفظ مالکیت معنوی آنها
6. تهیه و پیشنهاد قوانین و آیین‌نامه‌های لازم به مراجع قانونی ذیصلاح برای تصویب به منظور حفاظت از ذخایر زیستی و ژنتیکی کشور
7. دسته‌بندی و ثبت اطلاعات علمی و تخصصی ذخایر موجود در مراکز پژوهشی و دانشگاهی کشور و ایجاد بانک و شبکه اطلاعاتی الکترونیک از همه میکروارگانیسم‌ها و ذخایر سلولی به منظور تأمین نیاز مراکز علمی، دانشگاهی، پژوهشی و صنعتی کشور
8. ایجاد ارتباط و تعامل علمی، تخصصی با مراکز و بانک‌های مرتبط و معتبر بین‌المللی و ارتقاء جایگاه علمی – پژوهشی مرکز در سطح ملی – منطقه‌ای و جهانی

## بانک‌های مرکز ملی ذخایر ژنتیکی و زیستی ایران

### بانک سلول‌های انسانی و جانوری
استراتژی‌ها
1. تعیین اولویت‌های فعالیت‌های بانک سلولی مرکز ملی ذخایر ژنتیکی و زیستی ایران
2. جمع‌آوری نمونه‌های رده‌های موجود سلولی بر حسب اولویت
3. تهیه رده‌های سلولی مورد نیاز در کشور
4. حفاظت از ذخایر سلولی
5. راه‌اندازی و توسعه روش‌های تأیید هویت سلولی و ارائه خدمات مربوط به متقاضیان
6. راه‌اندازی و توسعه روش‌های بررسی آلودگی سلولی و ارائه خدمات مربوط به متقاضیان
7. اطلاع‌رسانی مناسب در زمینه مطالب و فعالیت‌های مربوط
8. برقراری ارتباط و مراوده علمی با محققین، مراکز تحقیقاتی و بانک‌های معتبر داخلی و بین‌المللی
9. ارائه خدمات فنی- تخصصی تعیین هویت و کنترل کیفی و نگهداری نمونه‌ها
10. ارائه آموزش‌های تخصصی و مشاوره‌های علمی به متقاضیان حقیقی یا حقوقی داخلی و خارجی
11. انجام و حمایت از تحقیقات پایه و کاربردی
12. تدوین مقررات و استانداردهای لازم مرتبط با کار بانک سلول‌های انسانی و جانوری مرکز ذخایر ژنتیکی و زیستی ایران
13. ایجاد شبکه اطلاعات علمی ذخایر سلولی انسانی و جانوری کشور

آزمایشگاه‌ها
- آزمایشگاه میکروب (Microbiology Lab): شناسایی منابع آلودگی در مراحل کشت سلول
- آزمایشگاه مولکولی (Molecular Lab): تعیین هویت سلول‌ها از نظر مارکرهای مولکولی و ژنتیکی و بررسی مولکولی کیفیت سلول‌ها از نظر آلودگی به میکروارگانیسم‌ها
- آزمایشگاه قرنطینه (Quarantine Lab): کشت سلولهایی که کیفیت و هویت آن‌ها تأیید نشده‌است.
- آزمایشگاه کشت سلولی نامیراسازی (Immortalization Lab): در این آزمایشگاه کشت سلولی، سطح بالاتری از امنیت زیستی تعریف و اجرا شده‌است تا انجام طرح‌ها و عملیاتی که به این شرایط نیاز دارند، امکان‌پذیر گردد.
- آزمایشگاه کشت اصلی (Propagation Lab): تکثیر سلول‌هایی که کیفیت آن‌ها کنترل و هویت آن‌ها تأیید شده‌است.
- آزمایشگاه تهیه مواد (Preparation Lab): تهیه کلیه مواد، محلول‌ها و محیط‌های کشت مورد نیاز در کلیه آزمایشگاه‌های موجود در مرکز
- اتاق شستشو (Washing Room): شستشو و استریل کردن وسایل شیشه‌ای و فلزی
- بخش مخازن (Storage Room): ذخیره‌سازی سلولها

### بانک میکروارگانیسم‌ها
استراتژی‌ها
1. جمع‌آوری اطلاعات و شناسایی مراکزپژوهشی، افراد حقیقی و حقوقی در زمینه تنوع زیستی میکروبی
2. جمع‌آوری اطلاعات مربوط به میکروارگانیسم‌های موجود درمراکز پژوهشی، دانشگاهی و صنعتی کشور
3. اجرای طرحهای تصویب شده در مرکز در این زمینه وعقد قراردادهایی با مراکز فعال در این زمینه
4. تأمین حداقل فضا و امکانات لازم از نظر دستگاه‌ها و مواد آزمایشگاهی برای انجام کلیه امور مربوط به جمع‌آوری، جداسازی، شناسایی، ذخیره‌سازی و کنترل کیفی میکروارگانیسم‌ها
5. تأمین نیروی متخصص و اعضاء هیئت علمی
6. تأمین نیازمندیهای نرم‌افزاری اطلاعاتی نیروهای متخصص و اعضاء هیئت علمی
7. درج اطلاعات شناسنامه‌ای سویه‌ها در بانک اطلاعاتی
8. انتشار کاتالوگ سویه‌ها
9. مبادله سویه‌ها با دانشگاه‌ها، مؤسسات پژوهشی و خصوصی، کلکسیون‌های میکروبی داخل کشور و صنایع
10. مبادله سویه‌های میکروبی با کلکسیون‌های میکروبی خارج کشور
11. اخذ گواهینامه‌های ایزو و حفظ کیفیت لازم برای آن
12. تهیه روش‌های استاندارد کار برای کلیه فعالیت‌های مورد انجام در بانک میکروارگانیسم‌ها
13. برقراری سیستم نظارت بر کیفیت سویه‌های نگهداری‌شده
14. ایجاد ذخیره پشتیبان از بانک‌های موجود در مراکز پژوهشی، دانشگاهی و خصوصی کشور و کنترل کیفی و تعیین هویت ذخایر میکروبی آنها
15. گسترش بانک‌های میکروارگانیسم در سطح کشور با کمک به راه‌اندازی بانک‌های میکروارگانیسم تاکسون‌های خاص
16. تدوین قوانین و دستورالعمل‌های مربوط به حفظ مالکیت معنوی

آزمایشگاه‌ها
- آزمایشگاه شناسایی: شناسایی، جداسازی و خالص سازی میکروارگانیسم‌ها
- آزمایشگاه نگهداری: نگهداری میکروارگانیسم‌ها به روش سرما، لیوفلیزاسیون و…
- آزمایشگاه محیط سازی و شستشو: شستشو و استریل کردن وسایل شیشه‌ای و فلزی و ساخت محیط‌های کشت میکروبی
- آزمایشگاه شناسایی کپک و مخمر: این آزمایشگاه که در واقع آزمایشگاه قارچ‌شناسی مرکز می‌باشد به مطالعه و شناسایی مولکولی، فنوتیپیک و کموتاکسونومیک قارچها اعم از کپک و مخمر می‌پردازد

### بانک گیاهی
استراتژی‌ها
1. شناسایی و جمع‌آوری ذخایر توارثی در عرصه طبیعی
2. شناسایی و دریافت نمونه‌های موجود در مراکز نگهداری ژرم‌پلاسم داخلی
3. جمع‌آوری ارقام تجارتی و لاین‌های اصلاحی
4. قرنطینه مواد گیاهی
5. تجزیه و آماده‌سازی نمونه‌ها
6. نگهداری نمونه‌ها در خارج از رویشگاه
7. نگهداری نمونه‌ها در رویشگاه اصلی
8. احیا و ارزیابی نمونه‌های جمع‌آوری شده برای صفات مورفولوژیک
9. ارزیابی نمونه‌ها برای مارکرهای مولکولی
10. ارزیابی نمونه‌ها برای صفت مهم افتصادی
11. تشکیل بانک‌های اطلاعاتی
12. انتشار کاتالوگ نمونه‌ها
13. توسعه تحقیقات کاربردی برای بهره‌برداری از منابع ژنتیکی
14. مبادله مواد ژنتیکی با دانشگاه‌ها و مراکز تحقیقاتی
15. مبادله مواد ژنتیکی با مراکز بین‌المللی حفاظت از منابع ژنتیکی
16. جمع‌آوری دانش بومی استفاده از گیاهان
17. ارزشیابی اطلاعات دانش بومی
18. انتشار اطلاعات دانش بومی استفاده از گیاهان

آزمایشگاه‌ها
- آزمایشگاه تنش‌های زنده و قرنطینه (Quarantine and Biotic Stresses Lab): بررسی تنش‌های زنده شامل حشرات، ویروس‌ها، باکتری‌ها و بیماری‌های قارچی
- آزمایشگاه گیاه‌شناسی و هرباریوم (Herbarium and Botanical Lab): جمع‌آوری، شناسایی و تهیه نمونه‌های هرباریومی، مکانی آموزشی برای گیاه‌شناسی و نوشتن کتب فلور و غیره
- آزمایشگاه بذر (Seed Lab): ارزیابی ژرم پلاسم گیاهان، کشت جنین، بررسی قوه نامیه بذر، رفع رکود بذر

### بانک مولکولی
استراتژی‌ها
1. ایجاد گروه پژوهشی
2. نیازسنجی در کشور
3. جذب و تربیت نیروهای انسانی ماهر و متخصص
4. راه اندازی روش‌های استخراج مولکولی
5. راه اندازی و توسعه روش‌های تعیین هویت مولکول‌ها
6. جمع‌آوری نمونه‌های موجود بر حسب اولویت
7. حفاظت از ذخایر مولکولی
8. ثبت مولکول‌ها و ژن‌های جدید
9. اطلاع‌رسانی مناسب
10. برقراری ارتباطات علمی با محققین، مراکز تحقیقاتی و بانک‌های معتبر داخلی و بین‌المللی
11. ارائه خدمات فنی و تخصصی تعیین هویت و کنترل کیفی و نگهداری نمونه
12. ارائه آموزش‌های تخصصی و مشاوره‌های علمی به متقاضیان حقیقی یا حقوقی داخلی و خارجی
13. انجام و حمایت از تحقیقات پایه‌ای و کاربردی
14. ارائه مواد ژنتیکی و روش‌های مورد نیاز به متقاضیان
15. انتشار مطالب علمی مرتبط
16. تدوین مقررات مربوط به حفاظت از مولکول‌ها و دستاوردها
17. تدوین مقررات اخلاق زیستی در ارتباط با کار بانک‌های زیستی مرتبط
18. تدوین استانداردهای کنترل کیفی
19. تدوین استانداردهای حقوق مالکیت معنوی
20. تدوین و تصویب ضوابط، شرایط و تعهدنامه‌های مربوط به تهیه و نگهداری نمونه‌ها
21. تهیه استانداردهای مربوط به اصول کار آزمایشگاه‌ها و مراکز ذخایر زیستی
22. تهیه و پیشنهاد آیین‌نامه‌ها و قوانین لازم به مراجع قانونی ذیصلاح برای تصویب به منظور حفاظت و بهره‌برداری از ذخایر ژنتیکی کشور
23. ایجاد تعامل با سایر گروه‌های داخلی مرکز ملی ذخایر زیستی و سایر مراکز تحقیقاتی داخل و خارج کشور
24. ایجاد زیرساخت‌های سخت‌افزاری شبکه و ذخیره اطلاعات و تدوین پروتکل‌های مربوط به امنیت اطلاعات
25. ایجاد آزمایشگاه بیوانفورماتیک
26. مشارکت در پروژه‌های ژنومی ملی و بین‌المللی

آزمایشگاه‌ها
- آزمایشگاه مرکزی (Core Facility Lab): محل قرارگیری تجهیزات اصلی برای انجام آزمایشهای ارزیابی برای سایر گروه‌ها. این آزمایشگاه شامل اتاق‌های زیر است:
  - اتاق تهیه مواد (Prep Room)
  - اتاق الکتروفورز (Electrophoresis Room)
  - اتاق تمیز جهت کشت میکروبی (Clean Room)
  - اتاق تاریک جهت دستگاه ژل داک (Dark Room)
  - اتاق سرد (Cold Room)
- بانک DNA: محل ذخیره‌سازی نمونه‌های DNA و انجام آزمایش‌های کنترل کیفی
- آزمایشگاه بیوانفورماتیک (Bioinformatics Lab): آنالیز داده‌های مولکولی و تفسیر نتایج و تمامی موارد انفورماتیکی
- اتاق تجهیزات (Instrument Room): محل قرارگیری تجهیزات خاص جهت انجام آزمایش‌هایی که نیاز به تجهیزات سنگین مربوط به آن دارند.